# Jack Radcliffe

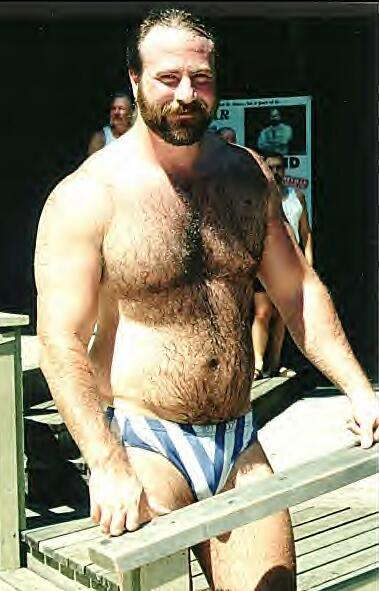
Jack Radcliffe während der Bear Bust 1999

Jack Radcliffe (* 7. Mai 1960 als Frank Martini) ist ein ehemaliger US-amerikanischer Gay-Pornodarsteller, dessen Filme in der Bear Community vermarktet wurden.

## Leben
Sein Coming-out hatte er 1983 nach dem College-Abschluss. Der erste Auftritt als Nacktmodell war im Bear Magazine (Ausgabe 9/1989). Sein erstes Video erschien kurz darauf. Auf dem Titelblatt des Bear Magazine erschien er öfter als jedes andere Modell und war als Darsteller zwischen 1989 und 2006 in zehn Pornofilmen zu sehen.
Seit 2009 arbeitet Radcliffe unter seinem Realnamen als Immobilienmakler in San Francisco.

## Filmografie
- Original Bear 3: Uncut Footage (1989)
- Classic Bear (1996)
- Bear Sex Party (1996)
- Bear Palm Spring Vacation (1997)
- Leather Bears at Play (1997)
- Big Bear Trucking Co. (1999)
- Big Bear Trucking Co. 2 (2000)
- Hard Mechanics (2003)
- Erotic Spotlight Series 1 (2005)
- Erotic Spotlight Series 3 (2006)